# Alecu Filipescu-Vulpea
Alecu (Alexandru Răducanu) Constantinescu-Vulpea (în franceză Aleco Filipescul; n. 1775, București, Țara Românească – d. noiembrie 1856) a fost un boier conservator român, care a avut un rol important în politica românească de la finalul epocii fanariote și la începutul regimului post-fanariot. La începutul anilor 1810, a adoptat o poziție anti-fanariotă și a conspirat cu Partida Națională și cu Eteria pentru a introduce reforme constituționale. Obținând poziții minore în noua administrație, Filipescu a intrat într-un grup de boieri care erau colaboratori apropiați ai Imperiului țarist. În timpul revoluția de la 1821, el a manipulat toate părțile în a se lupta fiecare împotriva celuilalt, asigurând astfel siguranța boierilor. S-a întors în politică în administrația domnitorului Grigore al IV-lea Ghica, dar a sabotat eforturile acestuia de reformă. A fost amantul soției domnitorului, Maria, aceasta fiind probabil și mama singurului său copil, Ioan Alecu Filipescu-Vulpache.
Atât Vulpea, cât și fiul său, Vulpache, au avut funcții importante în timpul ocupației rusești din perioada 1829-1854. Alecu Filipescu a contribuit la modernizarea Bucureștiului sub Pavel Kiseleff, fiind apoi conducătorul departamentelor de justiție și externe. A fost de asemenea și filantrop, fiind un activist al alfabetizării și susținându-i financiar pe mulți tineri care voiau să studieze, unul dintre protejații săi fiind Petrache Poenaru. Deși a fost perceput ca fiind un rusofil, Filipescu-Vulpea a fost de fapt un conservator pragmatic, care a căutat alternative la administrația românească, susținând o unire a principatelor române și cochetând cu naționalismul românesc. A fost în opoziție față de domnitorul Alexandru Dimitrie Ghica, intrând în alianță cu Gheorghe Bibescu și Barbu Dimitrie Știrbei. I-a trădat pe cei doi, candindând fără succes împotriva lor la alegerile din 1842 pentru tronul Țării Românești. Bibescu a câștigat alegerile, cooptându-l pe Vulpea în administrația sa. 
În 1845, Vulpea a primit titlul de ban, dar a n-a mai fost activ în politică. Fiind consilierul prințului Știrbei pe probleme agrare, a decedat în 1856, cu 3 ani înainte de unirea principatelor române. Profilul său dăinuie în teatrul politic încă din perioada fanariotă și este prezent în operele lui Camil Petrescu ca antagonist.